# Чемпіонат ОАЕ з футболу
Чемпіонат ОАЕ з футболу (араб. الدوري الاماراتي للمحترفين), або офіційно Ліга Аравійської затоки (араб. دوري_الخليج_العربي, англ. Arabian Gulf League,) — вищий футбольний дивізіон в Об'єднаних Арабських Еміратах. Найбільше представництво в чемпіонаті мають міста Абу-Дабі і Дубай.

## Історія
Чемпіонат було засновано в 1973 році під назвою Футбольна ліга ОАЕ. Перший сезон 1973–74 років був «пробним» чемпіонатом, але був визнаний офіційним федерацією в 2001 році. Його переможцем стала  ««Аль-Оруба»». 
Сезон 1990/91 не був проведений через війну в Перській затоці. 
Клуб «Аль-Айн» в сезонах 2001/02, 2002/03, 2003/04 виграв три чемпіонати поспіль, що поки не вдавалося зробити жодному клубу.
У лютому 2007 року був сформований Комітет Про-ліги, організаційний орган турніру, в результаті чого чемпіонат був перейменований в Про-лігу.  Починаючи з сезону 2013/14 років назва була змінена на Лігу Аравійської затоки, що призвело до чергової суперечки арабських країн із Іраном щодо назви Перської затоки, в результаті якої Іран звинуватив Об'єднані Арабські Емірати у расизмі, а Іранська федерація футболу заборонила своєму збірнику Джаваду Некунаму підписувати контракт із еміратським клубом «Шарджа».

## Список чемпіонів[7]
- 1973/74: Аль-Оруба
- 1974/75: Аль-Аглі
- 1975/76: Аль-Аглі
- 1976/77: Аль-Айн
- 1977/78: Аль-Наср
- 1978/79: Аль-Наср
- 1979/80: Аль-Аглі
- 1980/81: Аль-Айн
- 1981/82: Аль-Васл
- 1982/83: Аль-Васл
- 1983/84: Аль-Айн
- 1984/85: Аль-Васл
- 1985/86: Аль-Наср
- 1986/87: Шарджа
- 1987/88: Аль-Васл
- 1988/89: Шарджа
- 1989/90: Аш-Шабаб
- 1990/91: не закінчено через війну
- 1991/92: Аль-Васл
- 1992/93: Аль-Айн
- 1993/94: Шарджа
- 1994/95: Аш-Шабаб
- 1995/96: Шарджа
- 1996/97: Аль-Васл
- 1997/98: Аль-Айн
- 1998/99: Аль-Вахда
- 1999/00: Аль-Айн
- 2000/01: Аль-Вахда
- 2001/02: Аль-Айн
- 2002/03: Аль-Айн
- 2003/04: Аль-Айн
- 2004/05: Аль-Вахда
- 2005/06: Аль-Аглі
- 2006/07: Аль-Васл
- 2007/08: Аш-Шабаб
- 2008/09: Аль-Аглі
- 2009/10: Аль-Вахда
- 2010/11: Аль-Джазіра
- 2011/12: Аль-Айн
- 2012/13: Аль-Айн
- 2013/14: Аль-Аглі
- 2014/15: Аль-Айн
- 2015/16: Аль-Аглі
- 2016/17: Аль-Джазіра (Абу-Дабі)
- 2017/18: Аль-Айн
- 2018/19: Шарджа
- 2019/20: Скасовано
- 2020/21: Аль-Джазіра (Абу-Дабі)
- 2021/22: Аль-Айн

## Чемпіони
| Клуб        | Переможці | Перемога в сезоні |
| ----------- | --------- | --- |
| Аль-Айн     | 14        | 1976/77, 1980/81, 1983/84, 1992/93, 1997/98, 1999/00, 2001/02, 2002/03, 2003/04, 2011/12, 2012/13, 2014/15, 2017/18, 2021/22 |
| Аль-Аглі    | 7         | 1974/75, 1975/76, 1979/80, 2005/06, 2008/09, 2013/14, 2015/16                                                                |
| Аль-Васл    | 7         | 1981/82, 1982/83, 1984/85, 1987/88, 1991/92, 1996/97, 2006/07                                                                |
| Шарджа      | 6         | 1973/74, 1986/87, 1988/89, 1993/94, 1995/96, 2018/19                                                                         |
| Аль-Вахда   | 4         | 1998/99, 2000/01, 2004/05, 2009/10                                                                                           |
| Аль-Наср    | 3         | 1977/78, 1978/79, 1985/86 |
| Аш-Шабаб    | 3         | 1989/90, 1994/95, 2007/08 |
| Аль-Джазіра | 3         | 2010/11, 2016/17, 2020/21 |

З липня 2016 року наступним клубам офіційно дозволено носити зірки під час матчів чемпіонату. В ОАЕ практикується присвоювати одну зірку на кожні п'ять виграних титулів.
- Аль-Айн (14)
- Шабаб Аль-Аглі (10[9])
- Аль-Васл (7)
- Шарджа (6)